# Zanesfield
Zanesfield é uma vila localizada no estado norte-americano de Ohio, no Condado de Logan.

## Demografia
Segundo o censo norte-americano de 2000, a sua população era de 220 habitantes.
Em 2006, foi estimada uma população de 205, um decréscimo de 15 (-6.8%).

## Geografia
De acordo com o United States Census Bureau tem uma área de
0,3 km², dos quais 0,3 km² cobertos por terra e 0,0 km² cobertos por água. Zanesfield localiza-se a aproximadamente 430 m acima do nível do mar.

## Localidades na vizinhança
O diagrama seguinte representa as localidades num raio de 16 km ao redor de Zanesfield.